# Pienza
Pienza (italijanska izgovorjava: [piˈɛntsa]) je mesto in občina v pokrajini Siena v italijanski deželi Toskani v zgodovinski regiji Val d'Orcia. Leži med mestoma Montepulciano in Montalcino in velja za »stičišče renesančnega urbanizma«.
Leta 1996 je UNESCO zgodovinski center mesta Pienza razglasil za območje svetovne dediščine, leta 2004 pa je bila celotna dolina Val d'Orcia uvrščena na seznam Unescovih svetovnih kulturnih krajin.
Pienza je med mesti, odlikovanimi z vojaško hrabrostjo za osvobodilno vojno, s srebrno medaljo za vojaško hrabrost odlikovano za žrtve prebivalstva in za delovanje v partizanskem boju med drugo svetovno vojno.

## Zgodovina
Preden se je vas preimenovala v Pienzo, se je imenovala Corsignano. Prvič se omenja v dokumentih iz 9. stoletja. Okoli leta 1300 je del vasi postal last družine Piccolomini. Potem ko je Enghelberto d'Ugo Piccolomini leta 1220 od cesarja Friderika II. dobil fevd Montertari v Val d'Orcii. V 13. stoletju so se frančiškani naselili v Corsignanu.
Leta 1405 se je v Corsignanu rodil Enej Silvij Piccolomini (ital. Enea Silvio Piccolomini), renesančni humanist, rojen v izgnani sienski družini, ki je kasneje postal papež Pij II. Ko je postal papež, je Piccolomini dal celotno vas obnoviti kot idealno renesančno mesto in jo po sebi preimenoval v Pienza, kar pomeni Pijevo mesto. Zamišljen kot umik iz Rima, predstavlja prvo uporabo humanističnih konceptov urbanističnega načrtovanja, ki ustvarja zagon za načrtovanje, ki je bilo sprejeto v drugih italijanskih mestih in se sčasoma razširilo v druga evropska središča.
Obnovo je opravil firenški arhitekt Bernardo Gambarelli (znan kot Bernardo Rossellino), ki je morda sodeloval s humanistom in arhitektom Leonom Battisto Albertijem, čeprav ni nobenih dokumentov, ki bi to zagotovo dokazali. Alberti je bil takrat zaposlen v papeški kuriji in je služil kot Pijev svetovalec. Gradnja se je začela približno leta 1459. Papež Pij II. je stolnico posvetil 29. avgusta 1462 med svojim dolgim poletnim obiskom. Podroben opis struktur je vključil v svoje komentarje, napisane v zadnjih dveh letih svojega življenja.
Ko je Enej Pikolomini postal papež Pij II., je hotel med drugimi velikimi načrti spremeniti tudi svoj rojstni kraj Corsignano v idealno mesto, ki ga še dandanes mnogi občudujejo in je pod zaščito Unescove svetovne dediščine.

## Znamenitosti

### Palača Piccolomini
Trapezni trg je opredeljen s štirimi stavbami. Glavna rezidenca, palača Piccolomini, je na zahodni strani. Ima tri nadstropja, fasado členijo pilastri in venci, v vsakem loku je postavljeno križno okno z dvema odprtinama. Ta stavba je podobna Albertijevi  Rucellaijevi palači v Firencah in drugim poznejšim palačam. Omeniti velja notranje dvorišče. Zadnji del palače, na jugu, je definiran z ložo v vseh treh nadstropjih, ki gledajo na zaprt italijanski renesančni vrt s spremembami iz obdobja Giardino all'italiana in s pogledom na oddaljeno pokrajino Val d'Orcia in ljubljeno goro papeža Pija, Monte Amiata v ozadju. Pod tem vrtom je obokan hlev, ki je imel prostor za 100 konj.

## Stolnica
Stolnica, posvečena sv. Mariji vnebovzeti, ki dominira nad središčem trga, ima fasado, ki je ena najzgodnejših renesančnih oblik. Čeprav je tristranska delitev običajna, je bila uporaba pilastrov in stebrov, ki stojijo na visokih podstavkih in so povezani z loki, za ta čas nova. Zvonik  ima germanski prizvok, kot je postavitev pri troladijskem tlorisu, kjer so stranske ladje skoraj tako visoki kot glavna ladja; Pij, preden je postal papež, je dolga leta služboval v Nemčiji in v svojih komentarjih hvalil učinke svetlobe, ki je bila sprejeta v nemške dvoranske cerkve. Umetnine v stolnici so: pet oltarnih slik iz sienske šole, avtorja Sano di Pietro, Matteo di Giovanni, Vecchietta in Giovanni di Paolo; krstilnica, ki je kot običajno posvečena sv. Janezu Krstniku in je ob apsidi cerkve.

### Palača Vescovile
Pij je kardinale spodbudil, da so zgradili palače, da bi dokončali mesto. Palačo Vescovile, na tretji stranici trga, je zgradil kardinal Rodrigo Borgia, takratni cerkovni podkancler in bodoči papež Aleksander VI., da bi izpolnil prošnjo papeža Pija II.. Ko je bilo mesto leta 1462 povišano v škofijo, je postalo rezidenca škofa iz Pienze. Zdaj je tam škofijski muzej in Museo della Cattedrale. Zbirka vključuje lokalna tekstilna dela in verske predmete. Na slikah je naslikano razpelo iz opatije San Pietro v Volloreju iz 12. stoletja, dela Pietra Lorenzettija (Madona z otrokom) iz 14. stoletja in Bartola di Fredija (Madonna della Misericordia) Obstajajo tudi pomembna dela iz 14. in 15. stoletja, vključno z Madono, ki jo pripisujejo Luci Signorelliju.

### Palazzo Comunale
Nasproti cerkve je mestna hiša ali Palazzo Comunale. Ko je Corsigniano dobil status uradnega mesta, je bila potrebna mestna hiša, ki bi bila v skladu z novim položajem mesta, čeprav je bila vsekakor bolj na ogled kot karkoli drugega. V pritličju ima tri ločno ložo, obrnjeno proti stolnici, nad njo pa je dvorana sveta. Ima tudi opečen zvonik, ki je krajši od tistega pri stolnici, da simbolizira vrhunsko moč cerkve. Stolp je iz leta 1599. Verjetno je Bernardo Rossellino zasnoval Palazzo Comunale kot samostojni državljanski posrednik med verskim prostorom pred stolnico in posvetnim trškim trgom na njegovem ozadju.
Travertinski vodnjak na Piazzi nosi grb družine Piccolomini in je bil v naslednjem stoletju v Toskani široko kopiran. Iztočna glava spominja na kanelirano, plitvo etruščansko skledo. Obrobni korintski stebrički so klasični, njihovi okraski jasno temeljijo na dejanskih izvornih materialih.

### Druge stavbe
Druge stavbe v Pienzi iz obdobja Pija II. so palača Ammannati, imenovana po kardinalu Jacopu Piccolomini-Ammannatiju, vrsta treh palač (Palazzo Jouffroy ali Atrebatense, ki je pripadala kardinalu Jeanu Jouffroyu iz Arrasa, Palazzo Buonconti, pripadala vatikanskemu blagajniku Giliforte dei Buoncontiju in palača Lolli, ki jo je zgradil apostolski tajnik in papežev sorodnik Gregorio Lolli), urejene ob ulici za škofovsko palačo. Ob glavni cesti so tudi palača Gonzaga, ki jo je leta 1463 zgradil kardinal Francesco Gonzaga, palača Forteguerri, ki jo je leta 1460 zgradil Ambrogio Fortguerri, apostolski blagajnik in palača Ambrogio Spannocchi, danes Cittadini, spet iz 15. stoletja. V severovzhodnem kotu Pienze, v ulici Casanuova, je vrsta dvanajstih vrstnih hiš, ki jih je po naročilu papeža zgradil sienski gradbeni izvajalec Pietro Paolo da Porrina.
Približno petdeset metrov zahodno od stolničnega trga je cerkev sv. Frančiška z dvokapno fasado in gotskim portalom. Med stavbami, ki so preživele iz starega Corsignana, je zgrajena na že obstoječi cerkvi iz 8. stoletja. V notranjosti so freske, ki prikazujejo življenje svetega Frančiška, tiste na stenah, ki sta jih poslikala Cristofano di Bindoccio in Meo di Pero, umetnika sienske šole iz 14. stoletja.
V soseski je romanska pieve iz Corsignana. Samostan Sant'Anna v Campreni je leta 1332–1334 ustanovil Bernardo Tolomei kot puščavnico benediktincev; predelana je bila konec 15. in na začetku 16. stoletja, v naslednjih stoletjih pa večkrat. V refektoriju so freske slikarja Il Sodoma (1502–1503).

### Monticchiello
V četrti Monticchiello je značilen Romitorio, vrsta jame, ki so jo v skalo vklesali menihi puščavniki. Na istem območju je pieve Santi Leonardo e Cristoforo, obnovljena v 13. stoletju v gotskem slogu. V notranjosti so freske sienskega slikarja iz 14. stoletja, ciborij v obliki majhnega gotskega portala in še eno Križanje iz 15. stoletja. V San Pietru v Campu so ostanki istoimenske opatije.
Monticchiello je tema dokumentarca Spettacolo (2017), film o majhnem griču v Italiji, kjer izvajajo edinstveno obliko gledališča, imenovano autodramma.

### Spomin
Pienza je proslavljala 6. stoletje od rojstva svojega »ustanovitelja«, Silvija Eneja Pikolominija. Ob tej obletnici potekajo v kraju prireditve v čast tega slavnega humanista, načrtovalca križarske vojne, velikopoteznega papeža in Marijinega častilca. 

## Slikovna zbirka
- Stolnica
- Pogled na stolnico
- Palazzo Piccolomini
- Škofija, znana tudi pod imenom Palazzo Borgia
- Mestna hiša Palazzo Comunale
- Mestna ulica z rožami
- Načrt trga v Pienzi
- Pienzi pripadajoča vas Monticchiello